# IC 1297
IC 1297 è una nebulosa planetaria visibile nella costellazione della Corona Australe.
È individuabile con difficoltà, 1,5 gradi ad est della stella β Coronae Australis; invisibile con piccoli strumenti, si mostra invece con dei potenti telescopi riflettori, dove appare come un dischetto molto piccolo. Al suo centro si trova una stellina di magnitudine 10,45, ben rilevabile.